# Odontites triboutii
Odontites triboutii är en snyltrotsväxtart som beskrevs av Jean Charles Marie Grenier och Paill.. Odontites triboutii ingår i släktet rödtoppor, och familjen snyltrotsväxter. Inga underarter finns listade i Catalogue of Life.